# Либерали, Маттия
Маттия Либерали (итал. Mattia Liberali; родился 6 апреля 2007) — итальянский футболист, атакующий полузащитник клуба «Катандзаро».

## Клубная карьера
Воспитанник академии «Милана».
В октябре 2024 года Либерали был включён в список 60 лучших талантов мира, родившихся в 2007 году, по версии The Guardian.
Либерали дебютировал в составе «Милана» 15 декабря 2024 года, выйдя в стартовом составе в домашнем матче Серии А против «Дженоа», завершившемся со счётом 0:0, в день основания клуба.

## Карьера в сборной
Выступал за сборные Италии до 15, до 16 и до 17 лет.
В 2024 году сыграл на победном для Италии чемпионате Европы среди юношей до 17 лет.

## Достижения
Сборная Италии (до 17 лет)
- Чемпион Европы до 17 лет: 2024